# 林田悟志
林田 悟志（はやしだ さとし、1990年7月31日 - ）は、東北放送のアナウンサー。

## 来歴・人物
千葉県千葉市出身。
早稲田中・高等学校、早稲田大学教育学部卒業後、2013年東北放送に入社。同期は袴田彩会、薄井しお里。
中学・高校時代には野球部に所属。大学時代には放送研究会に所属していた。

## 現在の担当番組
- Nスタみやぎ（2013年9月 - ）- スポーツコーナー
- TBCニュース
- 河北新報ニュース
- TBCパワフルベースボール（2014年4月 - ）- 実況
- GoGoはみみこい ラジオな気分（ラジオカー担当、イーグルスポーツ担当　不定期出演)
- tbc Today (不定期)
- Bナイト(2024年10月-、2023年10月～2024年3月、2024年4月～9月は「月曜日のアナウンス部」の枠で毎月第１週に放送)
- 局名告知（ラジオ・オープニング、クロージングともに担当、2018年4月〜）

## 過去の担当番組
- ランチボックス-L（金、2019年1月～2020年9月 ）

- ロジャー大葉のラジオな気分 - リポーター（月曜担当、2018年3月までは木曜担当）
- シロクジTUNE（金曜、2020年10月2日～2022年3月18日）
- Buzz Night (2020年8月～2021年3月)
- Buzz Night Plus (2021年10月～2022年3月)
- ウォッチン!みやぎ - 木・金MC
- ひるまでウォッチン！ - 木・金MC
- WEリーグ　マイナビ仙台レディースvs大宮アルディージャVENTUS　(実況2024年10月5日)
- Bリーグ　仙台89ERS戦　(実況担当)

## その他
- 週刊文春「文春野球コラム」（2022年 - 、文藝春秋） - 楽天イーグルス関連の話題を不定期掲載[2]